# Isidro Esquisabel
Isidro Esquisabel Miranda, más conocido como Isidro Esquisabel, (Pamplona, 15 de mayo de 1935 - 4 de septiembre de 2009) fue un futbolista español que jugó de delantero. Durante su corta carrera jugó en el Real Valladolid y en el Club Atlético Osasuna.

## Carrera deportiva
Nacido en Pamplona, su primer equipo como profesional fue el Real Valladolid de la Primera División, entrando en el primer equipo en la temporada 1954-55 en la que no disputó ningún partido. En la temporada 1955-56 pese a disputar solo 4 partidos, marcó dos goles. En verano de 1956 deja el Valladolid para fichar por el Club Atlético Osasuna.
En su primera temporada con el Osasuna juega únicamente un partido, mientras que en la temporada 1957-58 disputa 10 partidos y marca dos goles, en la que fue la mejor temporada de toda su carrera. A partir de ahí disputa 8 partidos en la siguiente temporada, y otros ocho en la temporada 1959-60 en la que Osasuna bajó a Segunda División y en la que se retiró con sólo 25 años.

## Clubes
- Real Valladolid (1954-1956)
- Club Atlético Osasuna (1956-1960)